# Jeanette Winterson
Jeanette Wintersonová, OBE (* 27. srpna 1959), je oceňovanou anglickou spisovatelkou a jednou z nejvýraznějších postav na současné britské literární scéně. Proslavila se již svou částečně autobiografickou prvotinou Na světě nejsou jen pomeranče (Oranges are not the only fruit, 1985) o dospívání a objevování vlastní sexuální identity v konzervativním prostředí. S genderovou polaritou a sexuální identitou pracuje Wintersonová i v některých dalších dílech. Ve svých knihách úspěšně kloubí experimentální postupy a čtenářskou přístupnost. Kromě vlastní literární tvorby je Wintersonová profesorkou tvůrčího psaní na University of Manchester a věnuje se i rozhlasovému vysílání.

## Dětství
Wintersonová se narodila v roce 1959 Manchesteru. Její matce Anně bylo v té době 17 a pracovala jako švadlena v továrně Raffles, která vyráběla svrchníky pro firmu Marks and Spencer. Sama byla z deseti dětí a potomka si v té době nemohla dovolit. Ani ne roční Jeanette proto v lednu 1960 adoptovali Constance a John William Wintersonovi a vychovali ji v blízkém Accringtonu v kraji Lancashire. Jeanettini noví rodiče příslušeli k Elim Pentecosal Church, jednomu z evangelických letničních hnutí, pro nějž je charakteristický doslovný výklad Bible. Wintersonová byla vychovávána v konzervativním křesťanském duchu a pěstouni si přáli, aby se stala misionářkou.
V domě Wintersonových se nenacházela jiná než náboženská literatura. V celém domě bylo jen šest knih, a to včetně Bible stručné biblické encyklopedie. Z nejasných příčin byla v domě ale i jiná kniha: Artušova smrt od Thomase Maloryho. Artušovské příběhy o svatém Grálu, Lancelotovi a Ginevře, králi Artušovi a kulatém stolu se tak vedle biblického světa staly jádrem Jeanettiny představivosti.

## Mládí a dospělost
Wintersonová absolvovala dívčí gymnázium Accrington High School For Girls . V šestnácti letech navázala lesbický milostný vztah, v důsledku čehož musela opustit domov adoptivních rodičů a byla vypovězena z letniční církve. Z této životní etapy pramení také inspirace pro název Wintersonové autobiografie Why be happy when you could be normal? (2011) (Proč být šťastná, když můžeš být normální?). Tuto památnou větu pronesla paní Wintersonová v reakci na Jeanettino vysvětlení, že se s danou dívkou bude vídat nadále i za cenu toho, že tím přijde o domov, protože je s ní šťastná.
Jeanette následně vystudovala angličtinu na St. Catherine's College na Oxfordské univerzitě. V době studia vydělávala různými pracemi, mj. jako řidička pojízdného zmrzlinového stánku a zaměstnankyně pohřebního ústavu, a jistou dobu žila v autě.
Po dokončení univerzity se Wintersonová přestěhovala do Londýna a pracovala pro legendární britskou divadelní producentku a bývalou herečku Thelmu Holt v londýnském The Roundhouse. Zde vykonávala pomocné práce od prodeje zmrzliny přes úklid a pozici Thelminy osobní řidičky po shromažďování recenzí.
V roce 1985 vydala Wintersonová svou první knihu Na světě nejsou jen pomeranče (Oranges are not the only fruit) a ihned se s ní proslavila. Další dva roky psala a přitom si přivydělávala různými jinými pracemi, a od roku 1987, kdy vyšel román Vášeň (The Passion), se byla schopna uživit jako spisovatelka. I Vášeň, přestože je zasazena do napoleonské Evropy, nese stopy autobiografie, a inspiraci údajně autorka čerpala ze vztahu se svou literární agentkou Pat Kavanagh, manželkou spisovatele Juliana Barnese.
V roce 1994 se Wintersonová z Londýna odstěhovala, zároveň ale koupila zchátralou budovu ve Spitalfields v londýnském East Endu, kterou opravila a v přízemí zřídila obchod s lahůdkami Verde.
Od roku 2012 je profesorkou tvůrčího psaní na University of Manchester.
V roce 2015 se Wintersonová vdala za Susie Orbachovou, britskou psychoterapeutku, sociální kritičku a spisovatelku.

## Dílo
Autorčina další díla se zaobírají hranicemi fyzičnosti a představivosti. Wintersonová otevírá témata genderové polarity a sexuální identity. Výrazným rysem její tvorby jsou netradiční narativní postupy, vycházející z modernistické a postmoderní tradice. Identita vypravěčů, např. jejich genderová příslušnost, zůstává často skryta. Podobným způsobem se překrývají i jednotlivé vypravěčské hlasy. Mnohé z jejích románů by se daly označit jako částečně autobiografické, Wintersonová ale koncept autobiografičnosti jako takový odmítá.

### Výběr z publikovaných děl
- Oranges Are Not The Only Fruit, 1985 (Na světě nejsou jen pomeranče, 1998, Argo, přeložila Lenka Urbanová)
- Boating For Beginners, 1985
- The Passion, 1987 (Vášeň, 2000, Argo, přeložila Lenka Urbanová)
- Sexing The Cherry, 1989 (Jak naštěpit třešeň, 2004, Argo, přeložila Lenka Urbanová)
- Written On The Body, 1992
- Gut Symmetries, 1997
- The World & Other Places, 1998
- Lighthousekeeping, 2004
- Tanglewreck, 2005 (Konec času, 2007, Knižní klub, přeložila Veronika Volhejnová)
- Weight, 2005 (Tíha, 2005, Argo, přeložila Jitka Fialová)
- The Stone Gods, 2007
- Why Be Happy When You Could Be Normal?, 2011
- The Gap of Time, 2015 (Trhlina v čase, 2015, Práh, přeložila Veronika Volhejnová)

## Ocenění
Wintersonová získala v roce 2006 hodnost důstojnice Řádu Britského impéria za "službu literatuře".
V roce 1985 s knihou Na světě nejsou jen pomeranče vyhrála Whitbread Book Award v kategorii první román. V roce 1990 se Pomeranče dočkaly televizní adaptace, která pro změnu získala ocenění BAFTA v kategorii nejlepší drama. Za román Vášeň (The Passion) vyhrála Wintersonová v roce 1987 cenu John Llewellyn Rhys Prize. Rok 1989 jí vynesl vítězství v E. M. Foster Award za román Jak naštěpit třešeň (Sexing the cherry). Autorka je také dvojnásobnou nositelkou americké ceny Lambda Literary Awards, která se specializuje na literaturu s LGBT tematikou - v roce 1994 získala ocenění v kategorii lesbická beletrie za román Written on the Body a v roce 2013 excelovala s Why be happy when you could be normal? v kategorii lesbické memoárové literatury.